# Dee Wallace-Stone

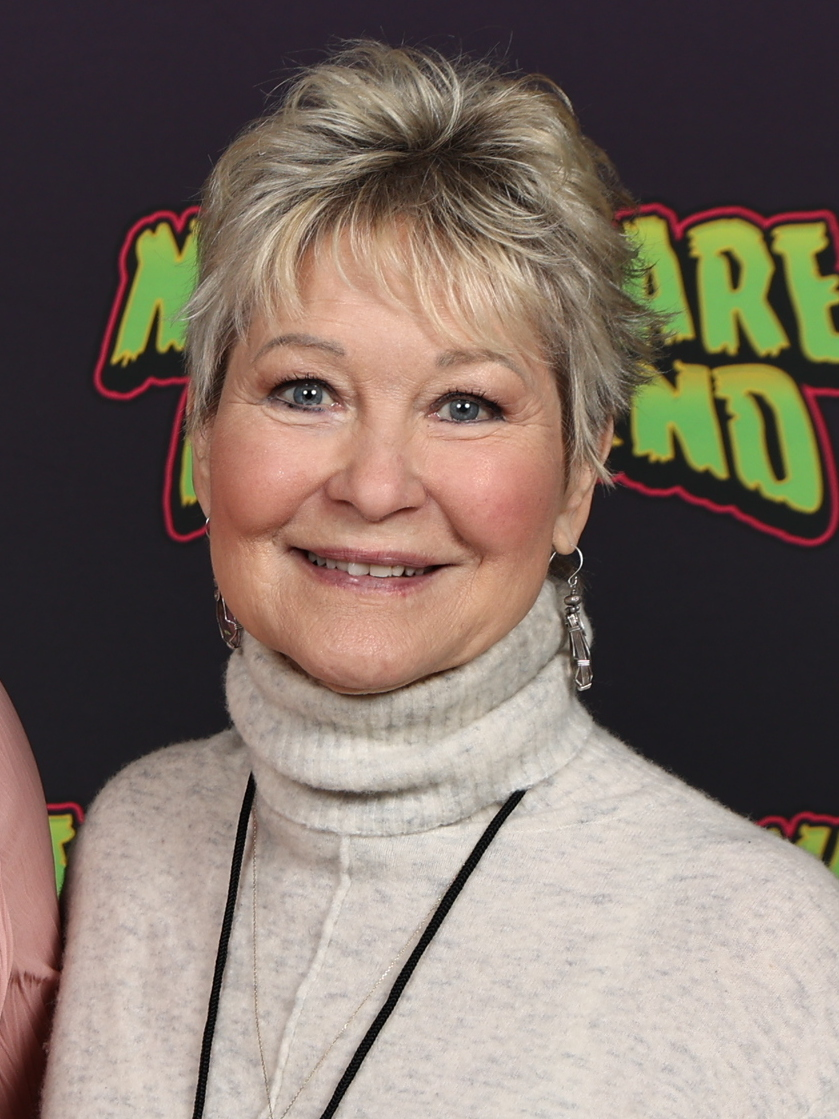
Dee Wallace (2023)

Dee Wallace-Stone (* 14. Dezember 1949 in Kansas City, Kansas als Deanna Bowers) ist eine US-amerikanische Schauspielerin.

## Leben
Dee Wallace wurde in Kansas City als Tochter von Maxine und Robert Stanley Bowers geboren. Nach einer schwierigen Kindheit machte sie ihren Abschluss an der High School, ehe sie die University of Kansas besuchte. Ihre Schauspielkarriere begann sie mit kleineren Kinorollen sowie Gastauftritten in verschiedenen Fernsehserien wie Die Straßen von San Francisco, Hart aber herzlich, Starsky & Hutch und CHiPs. 1977 gelang es ihr, mit einer größeren Rolle in Wes Cravens Horrorfilm Hügel der blutigen Augen schauspielerisch auf sich aufmerksam zu machen.
Einem weltweiten Publikum wurde sie 1982 bekannt, als sie in dem Steven-Spielberg-Film E.T. – Der Außerirdische die Rolle von Elliotts alleinerziehender Mutter Mary verkörperte. Für diesen Auftritt wurde sie 1983 für den Saturn Award nominiert. In diese Zeit fallen auch weitere Hauptrollen in einigen bekannten Horrorfilmen: So war sie unter anderem in Joe Dantes Werwolffilm Das Tier (1981), in der Stephen-King-Verfilmung Cujo (1983) und in Stephen Hereks Critters – Sie sind da! (1986) über feindliche Außerirdische zu sehen. Mit ihrem Auftritt in Peter Jacksons Horrorkomödie The Frighteners nahm sie 1996 ihren Status als bekannte Schauspielerin des Horrorgenres aufs Korn. Auch im neuen Jahrtausend blieb sie dem Horrorgenre treu und unternahm etwa Auftritte in mehreren Filmen unter der Regie von Rob Zombie, darunter das Halloween-Remake von 2007 und 3 from Hell (2019). 
Abseits des Horrorgenres spielte Wallace-Stone eine der Hauptrollen in der von 1989 bis 1992 produzierten Familienserie The New Lassie. Sie übernahm auch Gastrollen in beliebten Serien wie Mord ist ihr Hobby, Supernatural, Navy CIS, Bones – Die Knochenjägerin, Criminal Minds und Grey’s Anatomy. An den Erfolg von ihren Horrorfilmen und E.T. konnte sie allerdings nicht immer anknüpfen, so drehte sie auch viele zweit- und drittklassige Filme. Insgesamt stand Wallace bisher für über 260 Film- und Fernsehproduktionen vor der Kamera (Stand 2024). Neben ihrer Schauspielkarriere veröffentlichte sie auch mehrere Bücher vorrangig spirituellen Inhalts.
2017 wurde sie in die Academy of Motion Picture Arts and Sciences (AMPAS) aufgenommen, die jährlich die Oscars vergibt. Nach zwei geschiedenen Ehen war Wallace ab dem Jahr 1980 mit dem Schauspieler Christopher Stone verheiratet, bis dieser 1995 an den Folgen eines Herzanfalls starb. Ihre gemeinsame Tochter ist die Schauspielerin Gabrielle Stone (* 1988). Im Film Cujo von 1983 spielt Christopher Stone den Liebhaber von Dee Wallace. Seit 1998 ist sie mit Skip Belyea verheiratet.

## Filmografie (Auswahl)

### Spielfilme
- 1975: Die Frauen von Stepford (The Stepford Wives)

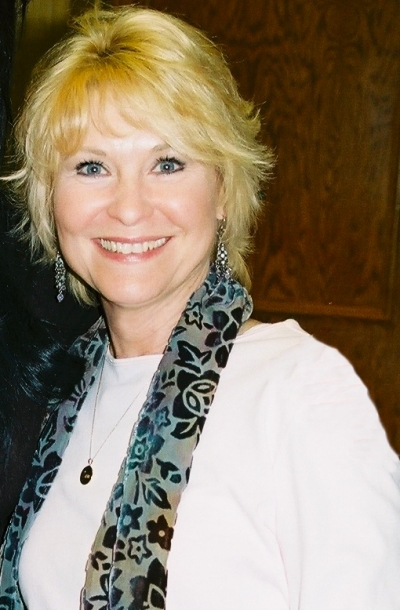
Dee Wallace (2008)

- 1977: Hügel der blutigen Augen (The Hills Have Eyes)
- 1981: Das Tier (The Howling)
- 1981: Walmord (A Whale for the Killing, Fernsehfilm)
- 1981: Fünf Gesichter der Angst (The Five of Me, Fernsehfilm)
- 1982: E.T. – Der Außerirdische (E.T. the Extra-Terrestrial)
- 1982: Jimmy the Kid
- 1983: Zuhause ist der Teufel los (Wait till Your Mother Gets Home!, Fernsehfilm)
- 1983: Cujo
- 1985: Crazy Love – Liebe schwarz auf weiß (Secret Admirer)
- 1986: Critters – Sie sind da! (Critters)
- 1987: Hüter des Drachen (The Legend of the White Horse)
- 1987: Der rote Mond – Eine Weihnachtsgeschichte (Bushfire Moon)
- 1988: Liebe ist mein Geschäft (Addicted to His Love, Fernsehfilm)
- 1990: Im Bann des Grauens (I’m Dangerous Tonight, Fernsehfilm)
- 1990: Alligator II – Die Mutation (Alligator II - The Mutation)
- 1991: Skinner – lebend gehäutet (Popcorn)
- 1991: Rock a Doodle (Sprechrolle)
- 1992: Street Hunter – Eine gnadenlose Jagd (Rescue Me)
- 1993: Ihr Gewissen (Lightning in a Bottle)
- 1993: Prophet des Bösen (Prophet of Evil: The Ervil LeBaron Story, Fernsehfilm)
- 1993: Das Erbe der Zarentochter (My Family Treasure)
- 1994: Hucks unglaubliche Reise (Huck and the King of Hearts)
- 1994: Hinrichtung live – Die Bestie muß sterben! (Witness to the Execution, Fernsehfilm)
- 1994: Die Babyhändler (Moment of Truth: Cradle of Conspiracy, Fernsehfilm)
- 1994: Diskretion garantiert (Discretion Assured)
- 1995: Best of the Best 3 – No Turning Back
- 1995: Göttliche Versuchung (Temptress)
- 1995: Zwei Brüder auf der Flucht (Brothers' Destiny, Fernsehfilm)
- 1995: Eine unheimliche Familie zum Schreien (Here Come the Munsters, Fernsehfilm)
- 1995: Abenteuer mit dem Zauberteppich (The Phoenix and the Magic Carpet)
- 1995: Mind Storm
- 1996: Hilfe, meine Mom ist unsichtbar (Invisible Mom)
- 1996: The Frighteners
- 1997: JAG – Im Auftrag der Ehre (JAG, Fernsehserie, Folge 2x05)
- 1997: Mord aus Eifersucht – Wenn Schüler töten (Swearing Allegiance, Fernsehfilm)
- 1997: Schwiegermutter – Du zerstörst meine Familie (The Perfect Mother, Fernsehfilm)
- 1997: Die Verborgene Gruft (Skeletons, Fernsehfilm)
- 1997: Schön und raffiniert (Mutual Needs)
- 1998: Die Dennis-Rodman-Story (Bad As I Wanna Be: The Dennis Rodman Story, Fernsehfilm)
- 1999: Der Pirat aus der Vergangenheit (Pirates of the Plain)
- 2000: Furz der Film (Big Wind on Campus)
- 2002: Virgil – Voll verliebt! (Sex and the Teenage Mind)
- 2004: (K)Ein fast perfekter Mord (The Perfect Husband: The Laci Peterson Story, Fernsehfilm)
- 2005: Headspace – Das Böse hat viele Gesichter (Headspace)
- 2006: Jack Ketchum’s The Lost – Teenage Serial Killer (The Lost)
- 2006: Abominable
- 2006: Clive Bakers Die Seuche (The Plague)
- 2007: Halloween
- 2009: Stay Cool – Feuer & Flamme (Stay Cool)
- 2009: The House of the Devil
- 2010: Ausnahmesituation (Extraordinary Measures)
- 2010: Erotische Erpressung (Pound of Flesh)
- 2012: Kollisionskurs – Blackout im Cockpit (Collision Course)
- 2012: The Lords of Salem
- 2013: Hänsel und Gretel (Hansel & Gretel)
- 2013: Robocroc (Fernsehfilm)
- 2013: Grand Piano – Symphonie der Angst (Grand Piano)
- 2014: Zellblock 11 – In der Dunkelheit ... lauert der Tod (Apparitional)
- 2014: Love & Mercy (Love and Mercy)
- 2015: Zombie Killers (Zombie Killers: Elephant’s Graveyard)
- 2017: Death House – Gefangen in der Hölle (Death House)
- 2018: Unser größter Weihnachtswunsch (Every Other Holiday)
- 2019: Critters Attack! (Fernsehfilm)
- 2019: 3 from Hell
- 2021: Wenn das Glöckchen klingelt (Every Time A Bell Rings, Fernsehfilm)
- 2022: Jeepers Creepers: Reborn
- 2024: Stream

### Serien
- 1974: Lucas Tanner (Fernsehserie, Folge 1x11)
- 1975: Die Straßen von San Francisco (The Streets of San Francisco, Fernsehserie, Folge 3x19)
- 1977: Der Mann aus Atlantis (Man from Atlantis, Fernsehserie, Folge 1x05)
- 1977: Starsky & Hutch (Fernsehserie, Folge 3x06)
- 1977: Make-up und Pistolen (Police Woman, Fernsehserie, Folge 4x01)
- 1978: Barnaby Jones (Fernsehserie, Folge 6x21)
- 1978: Lou Grant (Fernsehserie, Folge 2x03)
- 1978/1979: CHiPs (Fernsehserie, zwei Folgen)
- 1979: Zehn – Die Traumfrau (10)
- 1979: Hart aber herzlich (Hart to Hart, Fernsehserie, Folge 1x03)
- 1979: Trapper John, M.D. (Fernsehserie, Folge 1x03)
- 1980: Boomer, der Streuner (Here's Boomer, Fernsehserie, Folge 1x01)
- 1984–1987: Hotel (Fernsehserie, drei Folgen)
- 1985: Simon & Simon (Fernsehserie, Folge 5x01)
- 1986: Schattenspiele (Shadow Play)
- 1986–1987: Together We Stand (Fernsehserie, 19 Folgen)
- 1989/1991: Mord ist ihr Hobby (Murder, She Wrote, Fernsehserie, zwei Folgen)
- 1989–1992: Lassie (The New Lassie, Fernsehserie, 48 Folgen)
- 1992: L.A. Law – Staranwälte, Tricks, Prozesse (L.A. Law, Fernsehserie, Folge 7x04)
- 1997: Ein Hauch von Himmel (Touched by an Angel, Fernsehserie, Folge 3x28)
- 1999: Nash Bridges (Fernsehserie, Folge 4x15)
- 1999: Ally McBeal (Fernsehserie, Folge 3x02 Heiße Küsse, Harte Schläge)
- 2001: Felicity (Fernsehserie, zwei Folgen)
- 2002: She Spies – Drei Ladies Undercover (She Spies, Fernsehserie, Folge 1x01)
- 2003: The Agency – Im Fadenkreuz der C.I.A. (The Agency, Fernsehserie, Folge 2x21)
- 2005: Cold Case – Kein Opfer ist je vergessen (Cold Case, Fernsehserie, Folge 2x19)
- 2005: Crossing Jordan – Pathologin mit Profil (Crossing Jordan, Fernsehserie, Folge 5x06)
- 2006: Bones – Die Knochenjägerin (Bones, Fernsehserie, Folge 1x22)
- 2006: Without a Trace – Spurlos verschwunden (Without a Trace, Fernsehserie, Folge 5x07)
- 2006–2007: Sons & Daughters (Fernsehserie, elf Folgen)
- 2007: Grey’s Anatomy (Fernsehserie, Folge 3x20)
- 2007: My Name Is Earl (Fernsehserie, drei Folgen)
- 2007: Ghost Whisperer – Stimmen aus dem Jenseits (Ghost Whisperer, Fernsehserie, Folge 3x10)
- 2008: Saving Grace (Fernsehserie, Folge 2x02)
- 2008: Criminal Minds (Fernsehserie, Folge 4x07)
- 2010: Law & Order: LA (Fernsehserie, Folge 1x04)
- 2010: Detroit 1-8-7 (Fernsehserie, Folge 1x09)
- 2011: The Office (Fernsehserie, Folge 8x04)
- 2012: Warehouse 13 (Fernsehserie, Folge 4x03)
- 2012: Switched at Birth (Fernsehserie, zwei Folgen)
- 2014: Grimm (Fernsehserie, drei Folgen)
- 2015: General Hospital (Fernsehserie, sechs Folgen)
- 2015: The Whispers (Fernsehserie, vier Folgen)
- 2016: Supernatural (Fernsehserie, Folge 11x11 Im Nebel)
- 2016–2019: Das geheimnisvolle Kochbuch (Just Add Magic, Fernsehserie, 46 Folgen)
- 2018: Shooter (Fernsehserie, Folge 3x07)
- 2018: Navy CIS (Navy NCIS, Fernsehserie, Folge 16x05)
- seit 2021: 9-1-1 (Fernsehserie)
- 2023–: Eine verhängnisvolle Affäre (Fatal Attraction, Miniserie)